# Rick Baunacke
Rick David Baunacke (* 6. Januar 1987) ist ein deutscher Footballspieler.

## Leben
Baunacke entstammt der Nachwuchsarbeit der Bremerhaven Seahawks, 2006 spielte er für deren Herrenmannschaft in der Regionalliga. Im Spieljahr 2007 stand der 1,93 Meter messende Linebacker im Aufgebot der Hamburg Blue Devils in der höchsten deutschen Liga, der GFL. 2008 verstärkte er erst die Hohenems Blue Devils in Österreich, ehe er im Verlauf des Jahres zu den Kiel Baltic Hurricanes ging und vier Einsätze für die Fördestädter bestritt. Baunacke nahm an Trainingsveranstaltungen der NFL Europe teil, der Sprung in die Liga gelang ihm jedoch nicht. Nach einem Zwischenhalt bei den Essener Assindia Cardinals im Jahr 2009 kehrte er zur Saison 2010 nach Kiel zurück. Im Oktober 2010 gewann Baunacke mit der Mannschaft unter der Leitung von Cheftrainer Patrick Esume die deutsche Meisterschaft. 2011 erreichte er mit Kiel wiederum das Endspiel um die deutsche Meisterschaft, musste sich dort aber den Schwäbisch Hall Unicorns geschlagen geben.
2012 war Baunacke Spieler der Berlin Adler, er wechselte während der 2013er Saison zu den New Yorker Lions und holte mit den Niedersachsen im Oktober 2013 einen weiteren deutschen Meistertitel. Ab 2015 stand Baunacke für die Berlin Rebels auf dem Rasen.
2017 nahm er mit der deutschen Nationalmannschaft an den World Games in Breslau teil und gewann die Silbermedaille.
Bis 2018 spielte er bei den Rebels in der Hauptstadt. Im Vorfeld der Saison 2019 schloss sich Baunacke den Dresden Monarchs an, musste im Laufe des Spieljahres aber zeitweise verletzungsbedingt aussetzen. Zur Saison 2020 ging er zu den Berlin Adlern und wurde Saison 2023 der European League of Football von der Mannschaft Berlin Thunder verpflichtet.

## Statistiken
| Jahr                                            | Team                   | Spiele                                      | Tackles                                     | Tackles                                     | Tackles                                     | Tackles                                     | Tackles                                     | Interceptions                               | Interceptions                               | Interceptions                               | Interceptions                               | Interceptions                               | Fumbles                                     | Fumbles                                     | Fumbles                                     |
| Jahr                                            | Team                   | Spiele                                      | Total                                       | Solo                                        | Ast                                         | TFL                                         | Sack                                        | BrUp                                        | INT                                         | Yds                                         | TD                                          | PD                                          | FF                                          | FR                                          | TD                                          |
| ----------------------------------------------- | ---------------------- | ------------------------------------------- | ------------------------------------------- | ------------------------------------------- | ------------------------------------------- | ------------------------------------------- | ------------------------------------------- | ------------------------------------------- | ------------------------------------------- | ------------------------------------------- | ------------------------------------------- | ------------------------------------------- | ------------------------------------------- | ------------------------------------------- | ------------------------------------------- |
| German Football League                          |                        |                                             |                                             |                                             |                                             |                                             |                                             |                                             |                                             |                                             |                                             |                                             |                                             |                                             |                                             |
| 2007                                            | Hamburg Blue Devils    | 12                                          | 61                                          | 27                                          | 34                                          | 18                                          | 11                                          | 1                                           | 0                                           | 0                                           | 0                                           | 1                                           | 2                                           | 1                                           | 0                                           |
| 2008                                            | Kiel Baltic Hurricanes | 4                                           | 13                                          | 6                                           | 7                                           | 2                                           | 1                                           | 1                                           | 1                                           | 9                                           | 0                                           | 2                                           | 0                                           | 0                                           | 0                                           |
| 2009                                            | Assindia Cardinals     | 7                                           | 32                                          | 20                                          | 12                                          | 3                                           | 0                                           | 1                                           | 0                                           | 0                                           | 0                                           | 1                                           | 0                                           | 0                                           | 0                                           |
| 2010                                            | Kiel Baltic Hurricanes | 7                                           | 13                                          | 6                                           | 7                                           | 3                                           | 1                                           | 0                                           | 0                                           | 0                                           | 0                                           | 0                                           | 0                                           | 0                                           | 0                                           |
| 2011                                            | Kiel Baltic Hurricanes | 17                                          | 89                                          | 53                                          | 36                                          | 15                                          | 10                                          | 1                                           | 1                                           | 4                                           | 0                                           | 2                                           | 0                                           | 0                                           | 0                                           |
| 2012                                            | Berlin Adler           | 12                                          | 54                                          | 39                                          | 15                                          | 7                                           | 4                                           | 0                                           | 0                                           | 0                                           | 0                                           | 0                                           | 0                                           | 0                                           | 0                                           |
| 2013                                            | New Yorker Lions       | 10                                          | 60                                          | 42                                          | 18                                          | 9                                           | 5                                           | 4                                           | 0                                           | 0                                           | 0                                           | 4                                           | 0                                           | 0                                           | 0                                           |
| 2014                                            | New Yorker Lions       |                                             |                                             |                                             |                                             |                                             |                                             |                                             |                                             |                                             |                                             |                                             |                                             |                                             |                                             |
| 2015                                            | Berlin Rebels          | 12                                          | 69                                          | 42                                          | 27                                          | 2                                           | 2                                           | 1                                           | 0                                           | 0                                           | 0                                           | 1                                           | 0                                           | 1                                           | 0                                           |
| 2016                                            | Berlin Rebels          | 12                                          | 77                                          | 46                                          | 31                                          | 9                                           | 1                                           | 2                                           | 0                                           | 0                                           | 0                                           | 2                                           | 2                                           | 1                                           | 0                                           |
| 2017                                            | Berlin Rebels          | 12                                          | 87                                          | 44                                          | 43                                          | 22                                          | 5                                           | 1                                           | 0                                           | 0                                           | 0                                           | 1                                           | 0                                           | 0                                           | 0                                           |
| 2018                                            | Berlin Rebels          | 9                                           | 46                                          | 22                                          | 24                                          | 5                                           | 2                                           | 5                                           | 0                                           | 0                                           | 0                                           | 5                                           | 1                                           | 0                                           | 0                                           |
| 2019                                            | Dresden Monarchs       | 6                                           | 10                                          | 6                                           | 4                                           | 0                                           | 0                                           | 1                                           | 0                                           | 0                                           | 0                                           | 1                                           | 0                                           | 0                                           | 0                                           |
| 2020                                            | Berlin Adler           | keine Saison aufgrund der Covid-19-Pandemie | keine Saison aufgrund der Covid-19-Pandemie | keine Saison aufgrund der Covid-19-Pandemie | keine Saison aufgrund der Covid-19-Pandemie | keine Saison aufgrund der Covid-19-Pandemie | keine Saison aufgrund der Covid-19-Pandemie | keine Saison aufgrund der Covid-19-Pandemie | keine Saison aufgrund der Covid-19-Pandemie | keine Saison aufgrund der Covid-19-Pandemie | keine Saison aufgrund der Covid-19-Pandemie | keine Saison aufgrund der Covid-19-Pandemie | keine Saison aufgrund der Covid-19-Pandemie | keine Saison aufgrund der Covid-19-Pandemie | keine Saison aufgrund der Covid-19-Pandemie |
| 2021                                            | Berlin Adler           | 7                                           | 30                                          | 23                                          | 7                                           | 3                                           | 1                                           | 1                                           | 0                                           | 0                                           | 0                                           | 1                                           | 1                                           | 0                                           | 0                                           |
| 2022                                            | Berlin Adler           | 10                                          | 39                                          | 23                                          | 16                                          | 2                                           | 0                                           | 0                                           | 0                                           | 0                                           | 0                                           | 0                                           | 0                                           | 0                                           | 0                                           |
| GLF Gesamt                                      | GLF Gesamt             | 137                                         | 680                                         | 399                                         | 281                                         | 100                                         | 43                                          | 19                                          | 2                                           | 13                                          | 0                                           | 21                                          | 6                                           | 3                                           | 0                                           |
| European League of Football                     |                        |                                             |                                             |                                             |                                             |                                             |                                             |                                             |                                             |                                             |                                             |                                             |                                             |                                             |                                             |
| 2023                                            | Berlin Thunder         | 11                                          | 71                                          | 33                                          | 38                                          | 6,0                                         | 1,5                                         | 1                                           | 0                                           | 0                                           | 0                                           |                                             | 1                                           | 0                                           | 0                                           |
| ELF Gesamt                                      | ELF Gesamt             | 11                                          | 71                                          | 33                                          | 38                                          | 6,0                                         | 1,5                                         | 1                                           | 0                                           | 0                                           | 0                                           |                                             | 1                                           | 0                                           | 0                                           |
| Quellen: stats.gfl.info, sportsmetrics.football |                        |                                             |                                             |                                             |                                             |                                             |                                             |                                             |                                             |                                             |                                             |                                             |                                             |                                             |                                             |

| Jahr                            | Team           | Spiele | Tackles | Tackles | Tackles | Tackles | Tackles | Interceptions | Interceptions | Interceptions | Interceptions | Fumbles | Fumbles | Fumbles |
| Jahr                            | Team           | Spiele | Total   | Solo    | Ast     | TFL     | Sack    | BrUp          | INT           | Yds           | TD            | FF      | FR      | TD      |
| ------------------------------- | -------------- | ------ | ------- | ------- | ------- | ------- | ------- | ------------- | ------------- | ------------- | ------------- | ------- | ------- | ------- |
| European League of Football     |                |        |         |         |         |         |         |               |               |               |               |         |         |         |
| 2023                            | Berlin Thunder | 1      | 3       | 2       | 1       | 1       | 1       | 0             | 0             | 0             | 0             | 0       | 0       | 0       |
| GLF Gesamt                      | GLF Gesamt     | 1      | 3       | 2       | 1       | 1       | 1       | 0             | 0             | 0             | 0             | 0       | 0       | 0       |
| Quellen: sportsmetrics.football |                |        |         |         |         |         |         |               |               |               |               |         |         |         |